# Haematopota ochracea
Haematopota ochracea är en tvåvingeart som först beskrevs av Mario Bezzi 1908.  Haematopota ochracea ingår i släktet Haematopota och familjen bromsar.
Artens utbredningsområde är Angola. Inga underarter finns listade i Catalogue of Life.